# Krutfjellsvägens skulpturstråk
Krutfjellsvägens skulpturstråk är ett svenskt-norskt skulpturstråk.
Krutfjellsvägen är en benämning på vägen från E12, vid vägkorset i Västansjö väster om Tärnaby i Västerbottens län, via Jovattsåns dalgång till Joesjö och därefter upp till gränsen mellan Sverige och Norge. På de den norska sidan fortsätter vägen som riksvei 73 till Hattfjelldal i Nordland fylke. Vägsträckan är 63 kilometer.
Utmed Krutfjellsvägen ligger bland annat det heliga samiska berget Atoklimpen.

## Skulpturer utefter Krutfjellsvägen
- Rast vid vägskälet. sten, av Annelise Josefsen, vägskälet vid Västansjö
- Påminnelsen, drivved från Sibirien, av Ingunn Utsi, på kalfjället utmed vägen
- Inhuggna samiska symboler i sittmöblerna på sju rastplatser, av spanjoren Xavier de Torres
- Alveborg, aluminiumprofiler, 1993 av Hreinn Friðfinnsson från Island, vid sameskolan i Hattfjelldal